# Mr. Freeze
Mr. Freeze (Mister Freeze) ist eine fiktive Figur im Besitz von Time Warner und Titelheld verschiedener Veröffentlichungen von Time Warner (Romane, Comics, Videofilme).
Mr. Freeze ist vor allem bekannt durch Publikationen des amerikanischen Comic-Verlages DC, einer Tochtergesellschaft von Time Warner. Zumeist tritt er in diesen Publikationen als ein Gegenspieler von Batman, einer anderen Figur im Besitz von Time Warner, auf. Darüber hinaus beschäftigten sich bereits Bücher, Filme, Zeichentrick- und Life-Action-Fernsehserien sowie Computer- und Konsolenspiele mit der Figur. Außerdem fand Mr. Freeze Verwendung in allerlei Merchandising-Produkten zum Thema Batman (Action-Figuren, Tassen, T-Shirts etc.) und sogar in eigenen Achterbahnen in den Freizeitparks „Six Flags St. Louis“ und „Six Flags Over Texas“, die nach ihm benannt sind.

## Die Figur des Mister Freeze

### Figurenhistorie
Mr. Freeze ist der Spitzname des kriminellen Kryologen Doktor Victor Fries, der nach einem bizarren Unfall darauf angewiesen ist, einen Spezialanzug zu tragen, der seine Körpertemperatur beständig unter Null Grad Celsius hält, damit er überleben kann. Zur Verwirklichung seiner meist verbrecherischen Ziele bedient er sich diverser Waffen, die in irgendeinem Zusammenhang mit dem Thema Kälte stehen. Die häufigste ist dabei eine Kältepistole, die Eisstrahlen verschießt und Menschen binnen kurzer Zeit in Eisblöcken einfrieren kann.
Freeze ist eine der am weitläufigsten in der breiten Öffentlichkeit bekannten Figuren des klassischen Figurentypus des „Superschurken“ und darüber hinaus einer der beliebtesten Batmangegenspieler. Die Figur trat erstmals in Batman # 121 vom Februar 1959 unter dem Namen Mister Zero auf und wurde noch von dem Batman-Schöpfer Bob Kane selbst geschaffen. Andere Namen für Freeze waren Doktor Schimmel (Spitzname in der Batman Serie der 1960er Jahre) und Doktor Zero (in Anspielung auf den Gefrierpunkt, der bei 0 Grad liegt) bekannt. Im spanischen Sprachraum wird die Figur Capitán Frío oder O Siñor Xeo („Mr. Ice“) genannt.
Einem breiten Publikum wurde die Figur des Mr. Freeze durch die Batman-Life-Action-Serie der 1960er bekannt. In dieser Serie erhielt „Mister Zero“ auch den Namen „Mister Freeze“, der bald darauf in die Comicvorlage übernommen wurde.
In den 1950ern bis 1980ern war Freeze einer von vielen „Scherz“-Schurken parodistischen Zuschnitts, mit denen es Batman zu tun hatte (wie etwa Killer Moth, der verrückte Hutmacher oder Signalman). Da die Figur sich bei den Lesern der Batmanserie enormer Beliebtheit erfreute, wurde sie aber bald zu einer festen Inventarfigur im Schurken-Repertoire der Batman-Reihe.
Die Batman-Zeichentrickserie von Paul Dini und Bruce Timm aus den frühen 1990er Jahren bereicherte die Hintergrundgeschichte von Mr. Freeze in der Folge „Heart of Ice“ um einige ernstere Komponenten und machte die Figur so zu einer tragischen und komplexeren Erscheinung. Die Serie führte Freeze’ Ehefrau Nora ein, die an einer bislang unheilbaren Krankheit leidet, weswegen sie von Freeze in Kühlflüssigkeit konserviert wird, bis er eine Heilung gefunden hat. Freeze begeht seine Verbrechen, um die Forschung an einem Heilmittel zu finanzieren. Außerdem wandelte die Serie den trashigen, schrillen Schurken in einen melancholisch-gefassten Charakter um, sowohl was sein Verhalten als auch was seine Erscheinung betraf. Diese Version der Figur stieß auf große positive Resonanz bei den Fans und wurde bald darauf (Detective Comics # 670, 1994) in die Comics übernommen – wo der trashige, alte Mr. Freeze aus fehlenden kreativen Ideen für die Figur bereits in einer Story getötet worden war und nun eilig wiederbelebt werden musste.

### Aussehen
Mr. Freeze wird durchgehend als ein hochgewachsener, glatzköpfiger Mann dargestellt. Sein Körperbau war im Laufe der Jahre erheblichen Wandelungen unterworfen: so war er ursprünglich von normaler Statur, in den 90er Jahren vorübergehend von einer hochathletischen, bodybuilderähnlichen Gestalt und wird in den letzten Jahren vor allem als ein sehr hagerer Mann porträtiert. Seine Hautfarbe war ursprünglich im normalen Inkarnat-Ton (Fleischfarbe) gehalten, seit den 1990ern wird er jedoch durchgehend als bläulich-wässrig angetüncht gezeigt. Seine Kleidung hat sich gleichfalls häufig gewandelt. Ursprünglich trug er ein farbenfrohes Kostüm und einen goldfischglasähnlichen, durchsichtigen Glashelm; später einen stark gepanzerten in matten Blau- oder Grautönen gehaltenen massiven Kampfanzug mit einer durchsichtigen Verschlusshaube über dem Schädel; und heute trägt er eine fast grazile, gräulich gehaltene Rüstung. Seine Waffen waren immer „kältebasiert“. Früher trug er normale, leichte Pistolen, die Eisstrahlen verschossen, heute zumeist einen schweren Tank auf den Rücken geschnallt, der Kälteflüssigkeiten in eine schwere „Kältekanone“ einleitet.
Nach Verlagsangaben ist Victor Fries 1,83 m groß und wiegt 87 kg. Seine Augenfarbe ist blau, seine Haare waren vor seiner Verwandlung braun, heute ist er glatzköpfig.

### Kräfte und Fähigkeiten
Während der Underworld Unleashed Storyline erhielt Freeze die Fähigkeit, aus seinem Körper heraus Kälte zu erzeugen, die er aus seinen Händen „abfeuern“ konnte, so dass er nicht mehr auf seinen Kampfanzug angewiesen war, um seine Körpertemperatur kalt zu halten und nun auch nicht mehr auf seine Kältekanone als Waffe angewiesen war. Diese Kräfte verlor er allerdings auch wieder.

### Figurenbiografie

#### Herkunft und Anfänge
Victor Fries war bereits als Kind von der Idee fasziniert, Lebewesen einzufrieren, um ihre Form und Schönheit zu erhalten. Seine strengen Eltern, Charles und Lorraine Fries, teilten diese Faszination jedoch keinesfalls und reagierten darauf, besonders nach der völlig missverstandenen Beratung durch einen Therapeuten, mit körperlicher Züchtigung und anderen harten Strafen. Als sie erkannten, dass sie damit nichts erreichten, schickten sie ihren Sohn auf ein strenges Internat, wo er als Außenseiter von seinen Mitschülern und Lehrern kujoniert und gequält wurde. Seine Eltern sah der junge Fries kaum noch.
Als er älter wurde, beschloss Fries, dessen Besessenheit im Laufe der Zeit nachgelassen hatte, zu studieren und lernte die Studentin Nora, die erfolgreichste Sportlerin der Universität, eine Eiskunstläuferin, kennen. Die beiden verliebten sich und heirateten ein Jahr später. Nach einem erfolgreichen Abschluss als Doktor begann er, an einer Schule als Lehrer für Naturkunde zu arbeiten.
Zu dieser Zeit begann Fries mit ersten kryogenischen Experimenten auf sich aufmerksam zu machen und wurde zum führenden Experten auf dem Gebiet der Kältetechnik. Sein Leben verlief in geregelten Bahnen, bis seine Gattin an einer seltenen Form von Krebs erkrankte. Um die finanziellen Mittel für die Behandlung seiner Frau zu erlangen, nahm Victor eine Stelle bei der Firma GothCorp an und führte dort seine Experimente zur Entwicklung kryogenischer Heilmethoden fort. Schließlich entwickelte er den Prototyp einer Kältekammer, doch sein Vorgesetzter, Ferris Boyle, ließ das Projekt aus Kostengründen stoppen.

#### Verwandlung in Mr. Freeze
Als Nora im Sterben lag, fror der verzweifelte Victor sie mit seiner Kryopistole ein, in der Hoffnung, dass eines Tages ein Heilmittel für ihre Krankheit gefunden werden würde. Als er erfuhr, dass sie, während seiner kurzen Abwesenheit, die Patrone der Pistole austauschte, um sich das Leben zu nehmen und das GCPD vor der Tür stand, sah er nur noch einen Ausweg: sich selbst einzufrieren. Er wurde offiziell für tot erklärt und ins Indian Hill gebracht, wo er durch Dr. Hugo Strange in einer Kryokammer weiter leben konnte.
Freeze, den man seither für tot hielt, der aber im Arkham Asylum in der Kryostase verblieb, stellte, nach dem er wieder aufgetaut wurde, fest, dass er seit seinem Suizidversuch nur noch unter arktischen Temperaturen überleben konnte. Er entkam dem Arkham Asylum, indem er ausbrach. Nach seinem Ausbruch entwickelte er einen temperaturregulierenden Schutzanzug, um sich frei bewegen zu können sowie eine Kältekanone, mit der er Gegenstände und Personen einfrieren konnte.

#### Beginn einer kriminellen Karriere
Schließlich rächte er sich an den Verantwortlichen von GothCorp, indem er sie mit seiner Kältekanone tötete. Als er auch Ferris Boyle töten wollte, wurde er von Batman, der durch die mysteriösen Morde auf ihn aufmerksam geworden war, angegriffen. Im Laufe ihrer Auseinandersetzung wurde Nora, deren Körper von GothCorp zu Forschungszwecken eingelagert worden war, von einem Strahl aus Victors Kältekanone getroffen und in Stücke gerissen. Victor machte daraufhin Batman für den Tod seiner Frau verantwortlich und schwor ihm ewige Rache.
Mit Hilfe einiger Schläger begann der, anfangs noch „Mr. Zero“ genannte, verbitterte Fries immer grausamere Verbrechen, wurde jedoch immer wieder von Batman und seinem Partner Robin gestoppt. In der Psychiatrie von Arkham, wohin er nach seinen Verhaftungen stets aufs Neue verbracht wird, widmete sich Fries weiter seinen wissenschaftlichen Studien. Seine Inhaftierung in Arkham ist dabei umstritten, da Freeze keine wirklichen Anzeichen der Unzurechnungsfähigkeit zeigt, sondern bei klarem Verstand zu sein scheint. Seine Unterbringung in Arkham ist wohl vor allen Dingen der Tatsache geschuldet, dass diese Anstalt die einzige Einrichtung in Gotham ist, die Fries’ Anspruch, in einer gekühlten Zelle untergebracht zu werden, befriedigen kann.

#### Spätere Taten
Durch einen Pakt mit dem Dämonen Neron verwandelte sich Fries später vorübergehend in eine Kreatur aus lebendigem Eis, die nicht länger auf Waffen und einen Kälteanzug angewiesen war. Erst Green Lantern und Darkstar gelang es, ihn zu besiegen. Seine Kräfte verlor er nach der Niederlage wieder. Diesen Verlust kompensierte er, indem er sich einen neuen, verbesserten Anzug zulegte.
Aus den Charakterstudien, die während seiner Haftzeiten angefertigt wurden, kam man zu dem Schluss, dass Fries angeschlagene Psyche zunehmend instabiler wird. Sein einziges Lebensziel scheint mittlerweile darin zu bestehen, Batman zu töten und Gotham in eine Eiswüste zu verwandeln. Nach eigenen Angaben starb Victor Fries an dem Tag, an dem er von der Kälteflüssigkeit übergossen wurde, und übrig blieb nur der grausame, rachedurstige Mr. Freeze.
Freeze arbeitet aufgrund seines eigenbrötlerischen Wesens nur sehr selten mit anderen Gothamer Kriminellen zusammen und zieht es vor, für sich zu bleiben. Gleichwohl hat er schon als Enforcer für die „Black Mask“-Bande, eine mächtige Gruppe der Gothamer Unterwelt, und für das Terrornetzwerk von Nyssa al Ghul, einer anderen Feindin Batmans, gearbeitet.
Zuletzt gelang es Fries, die tote Nora wiederzubeleben, indem er ihre sterblichen Überreste in einer okkulten Grabstätte namens Lazarusgrube bettete, die die Fähigkeit besitzt, Toten neues Leben zu schenken. Dabei veränderte Nora Fries sich infolge eines Versehens ihres Mannes, der die Chemikalien, mit der die Toten beim Wiederbelebungsritus eingesalbt werden müssen, in einem falschen Verhältnis mischte. Nora Fries kehrte so zwar unter die Lebenden zurück, ist nun mehr aber kein Mensch mehr, sondern ein mächtiges Feuergeschöpf, das sich als Lazara bezeichnet.

## Feinde und Verbündete

### Batman
Der Beschützer von Gotham City und Erzfeind von Mr. Freeze.

### Ferris Boyle
Ferris Boyle war der mächtige Vorstandsvorsitzende von GothCorp, einem in Gotham City niedergelassenen einflussreichen Großkonzern. Er debütierte in der Folge „Heart of Ice“ der Zeichentrickserie „Batman the Animated Series“ von 1992. (US-Synchronstimme: Mark Hamill) und wurde nachträglich in dem One-Shot „Batman: Mr Freeze“ (1997) auch ins Batman-Comic-Universum eingeführt. In beiden Medien ist er ein skrupelloser und geldgieriger Manager, der Freeze zunächst einstellt, um ihm die Möglichkeit zu geben, seine kryptologischen Studien durchzuführen, seine Forschung aber schließlich aus Kostengründen unterbinden lässt. Als sich Fries der Schließung seines Labors, in dem er an einem Mittel zur Heilung seiner krebskranken Frau arbeitet, widersetzt, wird er im Handgemenge in einen Behälter mit chemisch behandelter Kühlflüssigkeit gestürzt. Der Kontakt mit dieser bewirkt, dass er fortan nur noch in großer Kälte leben kann. Um seine kranke Frau Nora, die in einem Lagerungsbehälter bei GothCorp aufbewahrt wird, in seine Gewalt zu bringen, und um sich an Boyle zu rächen, verübt Fries, der sich inzwischen Mr. Freeze nennt, verschiedene Anschläge auf Mitarbeiter von GothCorp. Sein Versuch, sich an Boyle zu rächen, ruft Batman auf den Plan: während Boyle in der Zeichentrickserie Freezes Angriff unversehrt übersteht und wegen seiner kriminellen Machenschaften „nur“ ins Gefängnis wandert, wird er in den Comics von Freeze getötet, indem dieser ihn mit seiner Kältekanone in einen lebendigen Eisblock verwandelt.

## Mr. Freeze in anderen Medien

### Kino
In dem Kinofilm Batman & Robin wird Freeze von Arnold Schwarzenegger gespielt. Dort tun sich Freeze und Poison Ivy (Uma Thurman) zusammen, um einen Plan zu verwirklichen, der auf die Verwandlung von Gotham City in eine Eiswüste abzielt. Ihre Absichten werden aber letztlich von Batman, Robin und Batgirl vereitelt und beide Schurken landen im Arkham Asylum. Freeze scheint am Ende des Films geläutert und überlässt Batman ein Heilmittel für den schwer erkrankten Alfred.

### Fernsehen

#### Mr. Freeze in Live-Action-Serien
In der Batman-„Live-Action“-Serie der 1960er Jahre – in der Batman (Adam West) für die Entstehung des Mr. Freeze verantwortlich war – wurde Mr. Freeze unter anderem von den Schauspielern George Sanders, Otto Preminger und Eli Wallach dargestellt. Sein richtiger Name lautet hier nicht Viktor Fries, sondern Dr. Art Schivel (in der deutschen Version Dr. Schimmel).
Seit 2015 war Mr. Freeze in der Krimiserie Gotham zu sehen, verkörpert von Nathan Darrow. Die Prequel-Serie spielt viele Jahre vor Bruce Waynes Verwandlung in Batman und erzählt in der zweiten Staffel unter anderem auch die Ursprungsgeschichte von Mr. Freeze. In dieser Kontinuität wird zunächst die weitgehend etablierte Origin-Geschichte der Figur nacherzählt, allerdings kommt es schließlich zu einer unerwarteten Wendung, als Nora Fries während des kryonischen Konservierungsverfahrens stirbt. Sie hatte das Experiment ihres Ehemannes absichtlich sabotiert, um nicht von dem Leiden derer zu profitieren, die durch Victors unethische Versuche zu Schaden gekommen waren. Am Boden zerstört versucht Victor, sich mit Kühlflüssigkeit das Leben zu nehmen, wird daraufhin aber unbeabsichtigt in Mr. Freeze verwandelt. Er wird zwar für tot erklärt, wacht jedoch wenig später unter mysteriösen Umständen im Labor von Professor Hugo Strange auf. Von diesem erhält Victor einen neuen Anzug, der es ihm erlaubt, trotz seiner Verwundbarkeit gegenüber Temperaturen über Null Grad Celsius zu überleben. Ab diesem Zeitpunkt versucht Freeze vergeblich, mit Experimenten seinen körperlichen Zustand rückgängig zu machen, um eines Tages wieder ein normales Leben führen zu können. In der dritten Staffel verbündet sich Mr. Freeze mit dem Pinguin, um zusammen mit Poison Ivy und Firefly den Riddler aufzuhalten. Im Staffelfinale ist Mr. Freeze auf Befehl des Pinguins dafür verantwortlich, den Riddler mit der Kältekanone lebendig in einen Eisblock einzufrieren. Später wird Mr. Freeze in der vierten Staffel von Jerome Valeska rekrutiert, um Teil einer Allianz aus Gotham Citys schlimmsten Verbrechern zu werden, der unter anderem auch Scarecrow und der Mad Hatter angehören.

#### Mr. Freeze in Zeichentrickproduktionen
In der Batman-Zeichentrickserie von Bruce Timm und Paul Dini (Batman: The Animated Series) erscheint Freeze als ein Schurke der sympathischeren Art und als eine im Ganzen tragische Gestalt, die zwar verwerfliche Ziele verfolgt, dabei aber von edlen Motiven getrieben wird. Das Design für Freeze in dieser Serie stammte von Mike Mignola, der es auf Bitten von Timm entwarf und sich dabei auf die von Vincent Price in dem Film „Das Schreckenskabinett des Dr. Phibes“ dargestellte Figur des Dr. Phibes stützte. Synchronstimme für Freeze im Original war der Schauspieler Michael Ansara.
In dem an die Animated Series anschließenden Zeichentrickfilm Batman & Mr. Freeze: Eiszeit (Originaltitel: Batman & Mr. Freeze: SubZero) lebt Freeze als Einsiedler mit zwei Bären in der Arktis. Die Verschlechterung des Zustandes seiner Frau nötigt ihn schließlich, nach Gotham City zurückzukehren, um einen Organspender für diese zu finden. Da Nora eine sehr seltene Blutgruppe hat kommen nur wenige Personen als potentielle Spender in Betracht, darunter Barbara Gordon, die Tochter von Polizeichef James Gordon. Freeze entführt diese, um sie dazu zu bringen, seine Frau zu retten.
In der Zeichentrick-Serie Batman of the Future (Originaltitel: Batman Beyond), die das Batman-Szenario in eine fiktionsimmanente dystopische Zukunft verlegt, tritt Mr. Freeze ebenfalls in mehreren Folgen auf. Dort wird enthüllt, dass er aufgrund seines Unfalls praktisch unsterblich ist und so seinen Unfall in der letzten Folge der Animated Series überlebt hat. In Batman Beyond werden seine Überreste von dem Schurken Derek Powers geborgen und Freeze entleibter Kopf erhält einen neuen Körper. Danach arbeitet er kurzzeitig mit Powers zusammen wendet sich aber schließlich gegen diesen und schlägt sich auf die Seite des neuen Batman. Am Ende dieser Serie erscheint es ebenfalls, als ob Freeze (aufgrund der Verletzungen, die Powers ihm in einem Kampf beibringt) gestorben sei. Der Leichnam bleibt gleichwohl verschwunden.
In der Zeichentrickserie The Batman ist Freeze ein gewöhnlicher Krimineller (im Original synchronisiert von Clancy Brown), den Batman nach einem Juwelendiebstahl in ein Krytologielabor verfolgt. Dabei ereignet sich ein Unfall: Freeze wird von elektrischer Ladung erfasst, gleichzeitig aber eingefroren. Er wandelt danach als lebender Toter auf der Erde, den stets eine Aura der Kälte umgibt, die zur Folge hat, dass die Dinge um ihn herum gefrieren. Er ließ sich einen Anzug anfertigen, der es ihm ermöglichte, seine Fähigkeit, Kälte zu erzeugen, zielgerichtet(er) einzusetzen. In einer späteren Folge tut er sich mit dem Schurken Firefly zusammen, unterliegt aber erneut.

### Konsolenspiele
Mr. Freeze trat in verschiedenen Batman-Videospielen auf. So war er ein Schurke in „Batman: The Animated Series“, „The Adventures of Batman & Robin“ für Sega Mega Drive, der Film-Adaption „Batman & Robin“, sowie in „Batman: Chaos in Gotham“, „Batman Vengeance“ und „Batman: Dark Tomorrow“ und „Batman: Arkham City“. Mr. Freeze tritt ebenfalls als einer der Hauptgegner in dem Videospiel „Batman: Arkham Origins“ auf. Der entsprechende storyerweiternde DLC erschien am 22. April 2014 und trägt in Anlehnung an Freeze' Ursprungsgeschichte den Titel „Cold, Cold Heart“. Auch in Batman: Arkham Knight tritt Freeze im DLC „Saison der Bösartigkeit“ auf, kooperiert jedoch mit Batman, anstatt gegen ihn zu kämpfen. Während der Episode wird seine todkranke Frau Nora aus ihrer Kältekammer befreit. Obwohl sie nur noch kurze Zeit zu leben hat, bittet sie Freeze, sie nicht wieder einzufrieren und beide verlassen Gotham City, um ihre letzten gemeinsamen Tage zu verbringen.